# Saint-Vrain (Essonne)
Saint-Vrain é uma comuna francesa na região administrativa da Ilha de França, no departamento de Essonne. Estende-se por uma área de 11.57 km². Em 2010 a comuna tinha 3 111 habitantes (densidade: 268,9 hab./km²).